# Jörg Meuthen
Jörg Meuthen (født 29. juni 1961 i Essen) er en tysk økonomiprofessor og politiker for partiet Alternative für Deutschland (AfD). Siden juli 2015 er han formand for AfD, indtil september 2017 sammen med Frauke Petry. Petry forlod partiet på grund af uoverensstemmelser med andre partifunktionærer. I december 2017 blev Meuthen genvalgt som formand sammen med Alexander Gauland. Han er en af tre talspersoner i Baden-Württemberg samt fraktionschef og medlem af landdagen.